# Mesosaurus
Mesosaurus é um gênero extinto de pararépteis marinhos, que viveram na Era Paleozóica. Os mesosaurídeos surgiram no início do Período Permiano. Quando adultos mediam cerca de um metro de comprimento. Estudos recentes indicam a possibilidade de os indivíduos adultos terem um estilo de vida semiaquático.
As ocorrências de fósseis destes animais nos continentes americano e africano são considerados fortes evidências da deriva continental.

## Características gerais
Os mesossaurídeos foram um dos primeiros grupos de amniotas a adaptarem-se a um ambiente aquático. Tinham corpo hidrodinâmico, mãos e pés com membranas interdigitais e cauda longa. O crânio de Mesosaurus tenuidens era alongado e a cavidade oral continha dentes muito longos, finos e numerosos. Mesosaurus se alimentava de pequenos crustáceos.
Este animal habitou zonas aquáticas do antigo super-continente chamado Pangeia. Os seus restos fossilizados afloram em rochas do Permiano da África e América do Sul.

## Descobertas

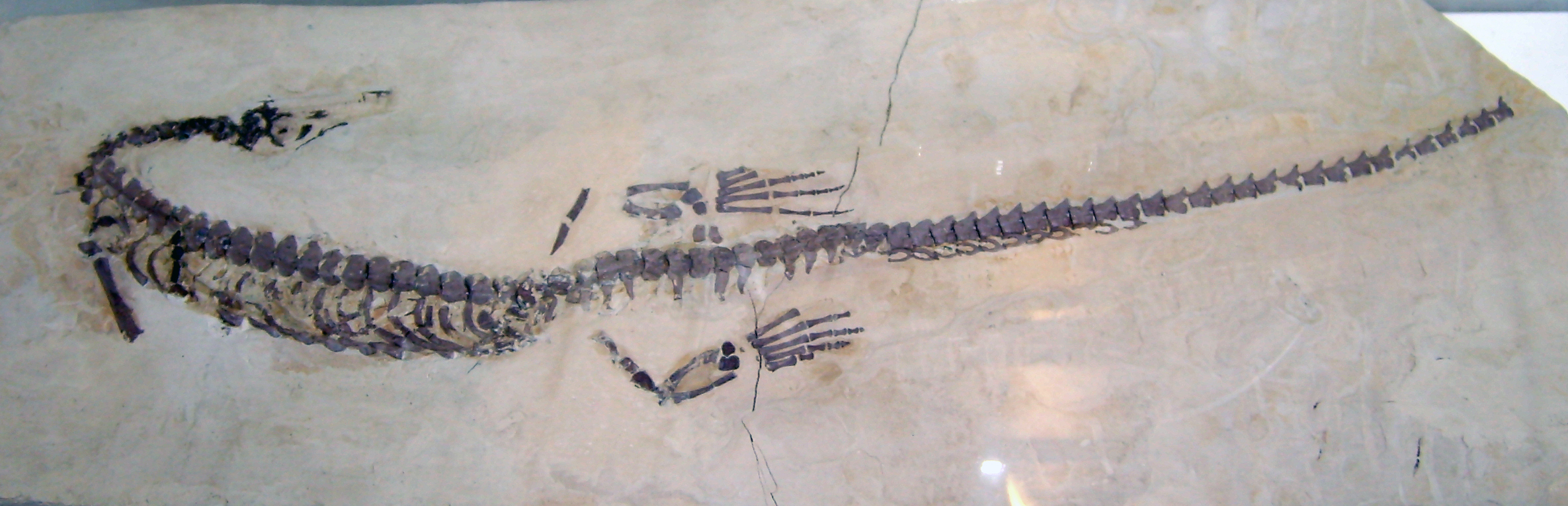
Restos fósseis de Mesosaurus.

Dentre os Mesosauridae são reconhecidas três espécies: Mesosaurus tenuidens, Stereosternum tumidum e Brazilosaurus sanpauloensis.
O primeiro fóssil deste animal foi localizado em 1865 ao sul do continente africano pelo pesquisador Paul Gervais, num sítio denominado Griquas.
Edward Drinker Cope realizou em 1886, tomando por base fósseis coletados por Orville Derby no estado de São Paulo, a descrição da espécie Stereosternum tumidum. Os fósseis coletados são provenientes de calcários e folhelhos do Membro Assistência da Formação Irati, cuja seção-tipo está localizada no município de Rio Claro (SP). O Stereosternum tumidum é um dos símbolos do Projeto Geoparque Corumbataí, que conta com um geossítio dedicado ao tema.

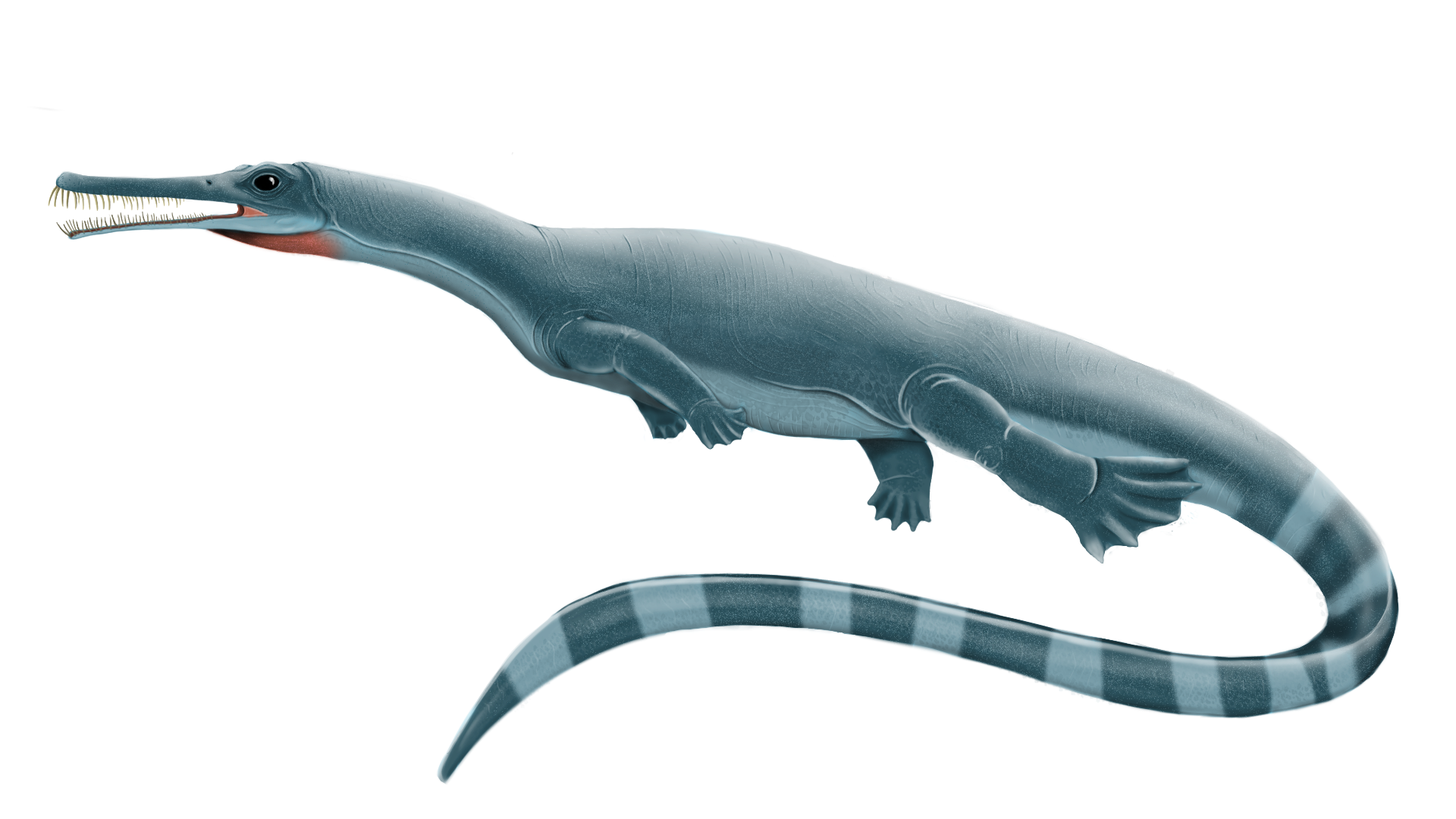
Representação científica do Mesosaurus tenuidens

Os pesquisadores Shikama e Osaki descreveram uma nova espécie em 1966, que deram o nome de Brazilosaurus sanpauloensis.
A posição filogenética dos mesossauros dentro dos amniotas primitivos tem sido objeto de estudo contínuo. Algumas análises filogenéticas recentes sugerem que os mesossauros podem ocupar uma posição basal dentro dos Sauropsida. A reavaliação da posição taxonômica dos mesossauros utilizando matrizes de dados atualizadas tem contribuído para refinar nossa compreensão de suas relações evolutivas

### "Mesosaurus brasiliensis"

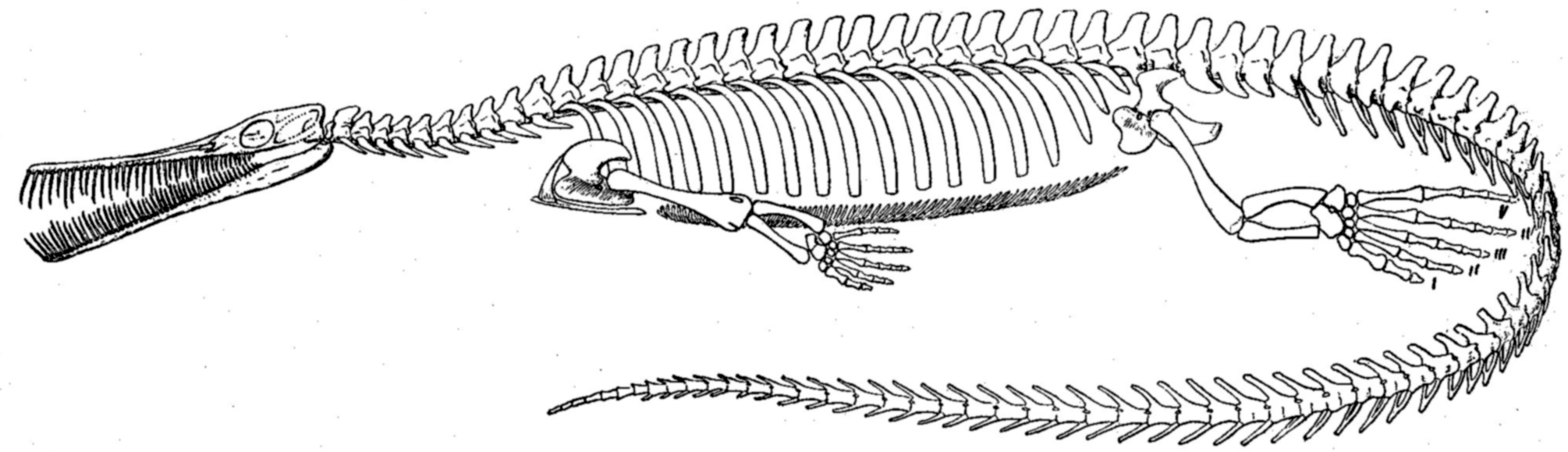
Esqueleto de Mesosaurus brasiliensis. Desenho original de Mac Gregor (1908).

Embora esta denominação tenha se consagrado a partir da descrição feita em 1908 por Mac Gregor, estudos recentes dão conta de que esta espécie se trata da mesma Mesosaurus tenuidens, descrita em 1865 por Paul Gervais.
O Mesosaurus brasiliensis foi descrito e batizado por Mac Gregor em 1908, estudando fósseis encontrados nos folhelhos da Formação Irati, do Permiano inferior, coletados pelo geólogo Israel Charles White próximos à estação de Irati, no estado do Paraná. Era um réptil pequeno, com corpo esguio e longa cauda, medindo cerca de um metro quando adulto.
A ocorrência de um mesmo gênero de pequeno réptil nos dois lados do Atlântico foi logo visto por diversos geólogos e paleontólogos, a exemplo do próprio Alfred Wegener, como um dos mais fortes argumentos na teoria da deriva continental.
Na cidade de Montividiu, Goiás ocorrem afloramentos de rochas da Formação Irati que se destacam pelo registro fossilífero de mesossauros permianos, sendo assinalada a presença de Brazilosaurus sanpauloensis, um vertebrado fóssil importante na história da Deriva Continental;

## Galeria

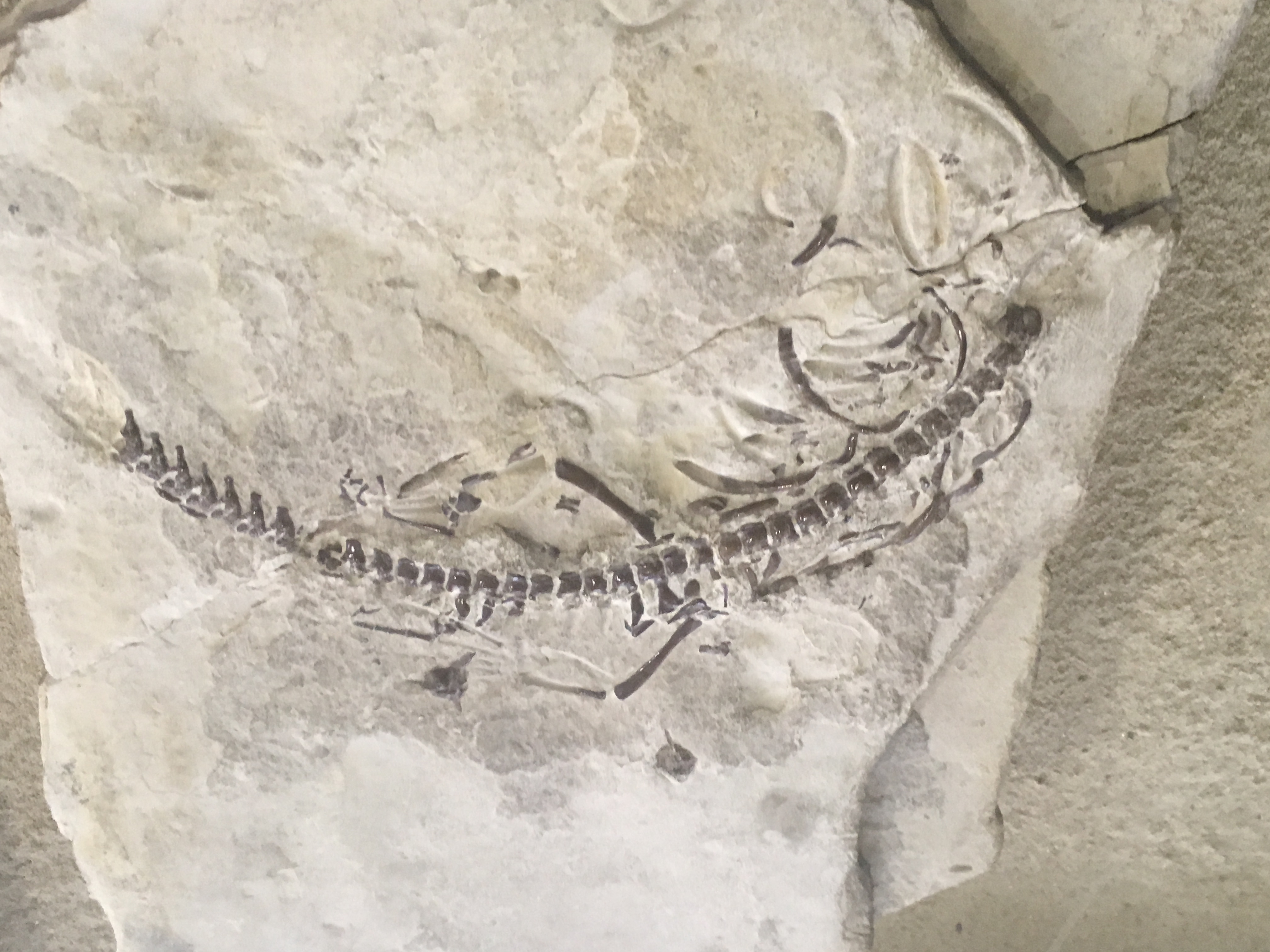
Fóssil de Mesossaurídeo, Fm. Irati, Bacia do Paraná, Permiano
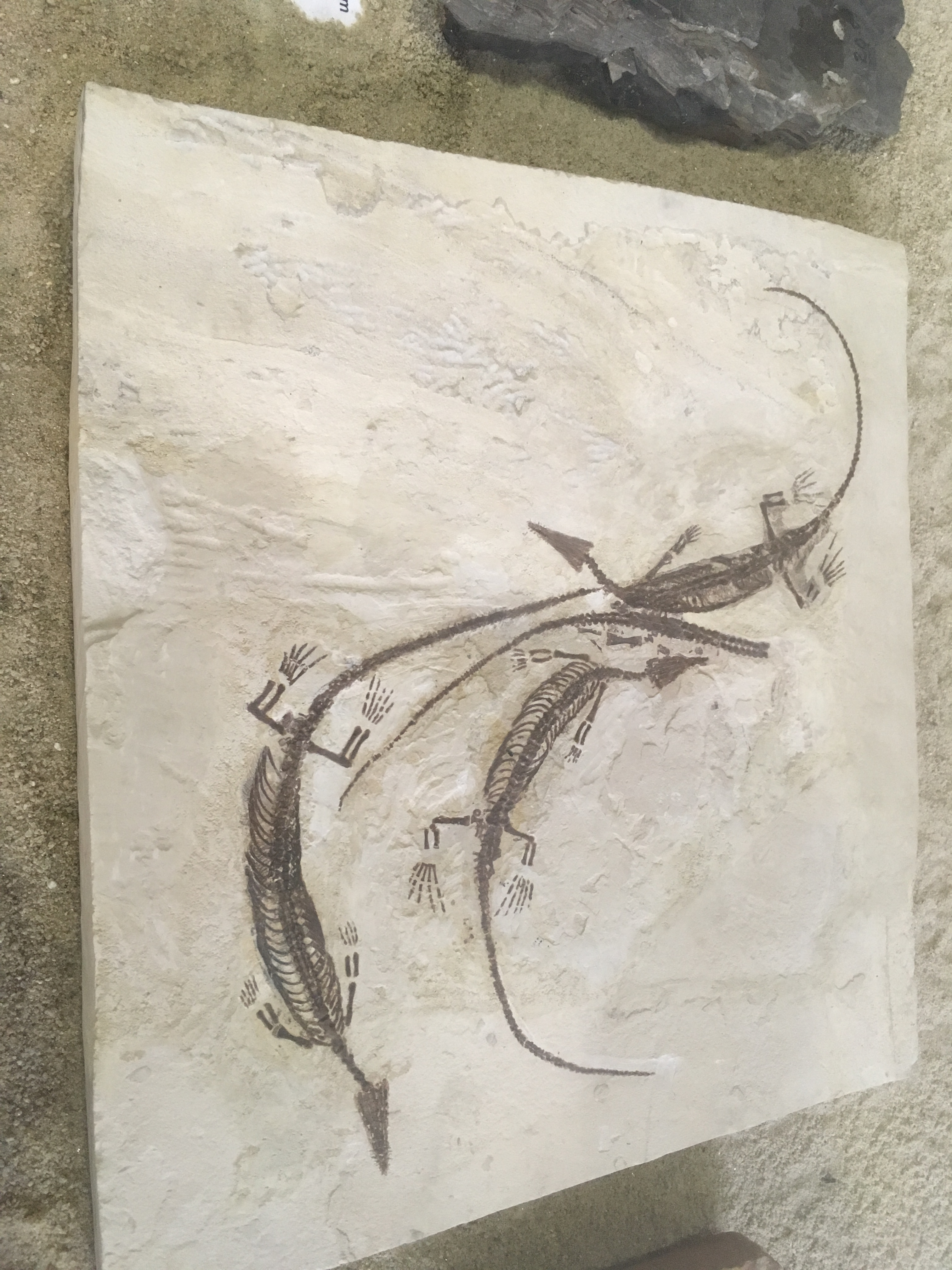
Mesossaurídeos jovens, Fm. Irati, Bacia do Paraná, Permiano
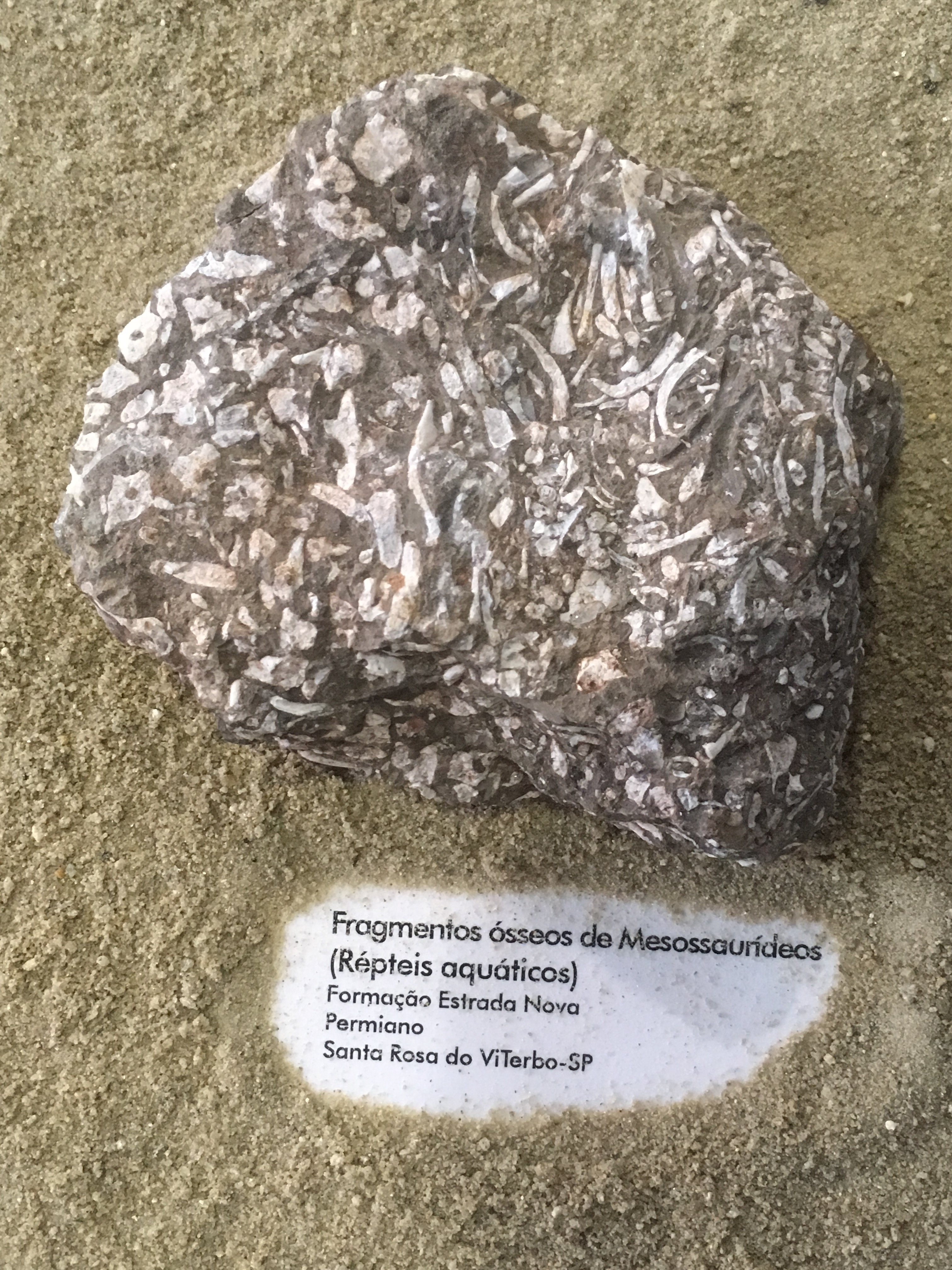
Fragmentos ósseos de mesossaurídeos, Fm. Serra Nova, Bacia do Paraná, Permiano
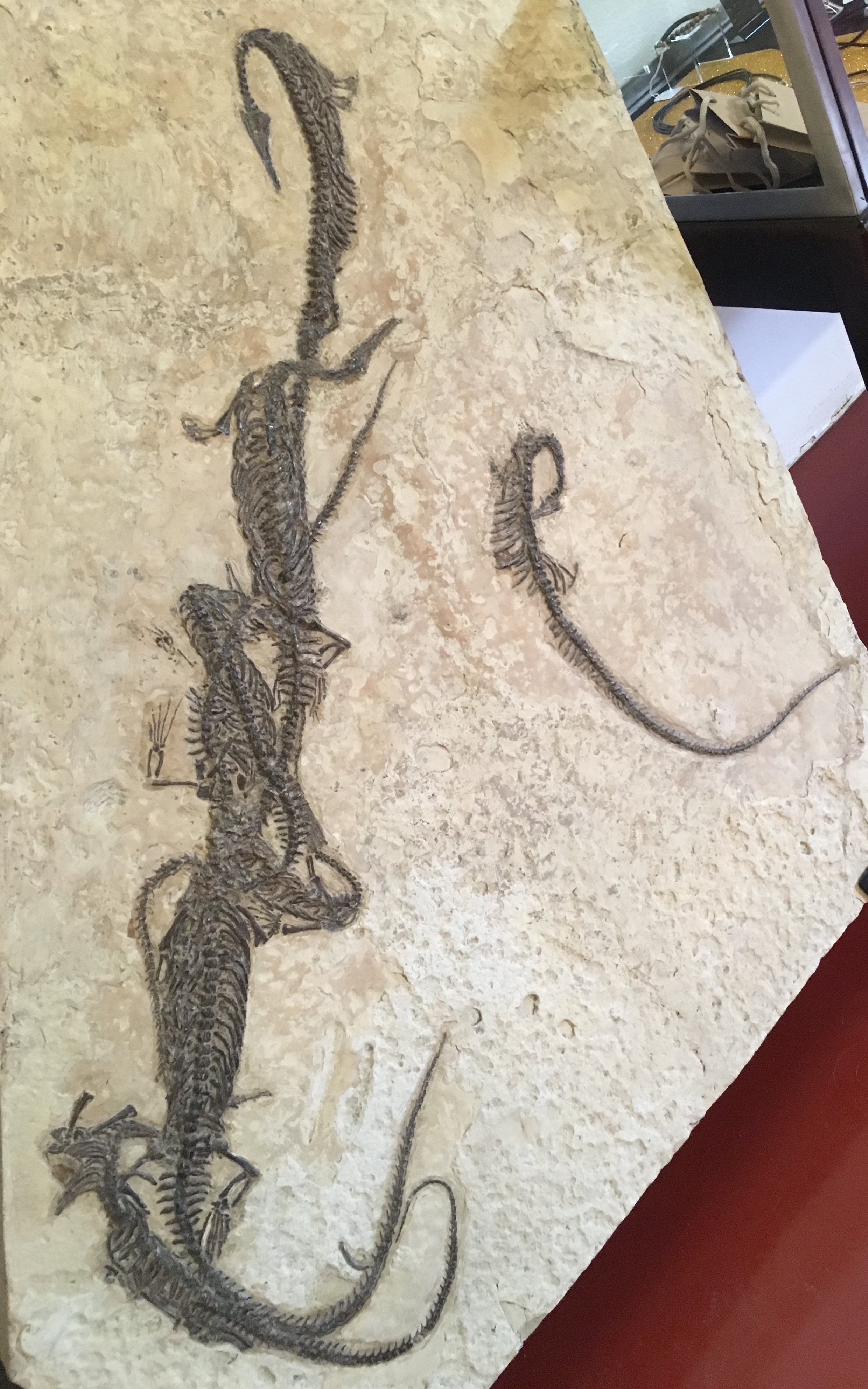
Fósseis de Mesosaurus tenuidens em rocha calcárea da Fm Irati, Permiano da Bacia do Paraná